# Trichorhina brasilensis
Trichorhina brasilensis is een pissebed uit de familie Platyarthridae. De wetenschappelijke naam van de soort is voor het eerst geldig gepubliceerd in 1960 door Åke Andersson.